# طاهر البني
طاهر البني (2 آب 1950 - 4 آب 2019) هو ناقد وفنان تشكيلي سوري، من مواليد مدينة حلب، تعلم الرسم وأحبه منذ نعومة أظافره، أكمل دراسته فيها، وحصل على جائزة لمشاركته في معرض الرسم في المرحلة المتوسطة، درس فن التصوير في مركز فتحي محمد للفنون التشكيلية بحلب عام 1967، ودرس اللغة العربية وآدابها في جامعة حلب وتخرج منها عام 1977، وعمل مدرساً للفنون التشكيلية، وعمل في التصميم المسرحي للمدارس والجامعات بين عامي 1972 حتى 1981، وأقام العديد من المعارض الشخصية والجماعية في سوريا وخارجها، وكتب العديد من الكتب في الفن التشكيلي، وحصل على مجموعة من الجوائز المحلية والدولية، أعماله موجودة لدى وزارة الثقافة والقصر الجمهوري بدمشق ولدى مجموعات خاصة داخل سوريا وخارجها، نشر عددا من الدراسات النقدية حول تجارب تشكيلية مختلفة في معظم الدوريات الثقافية العربية منذ مطلع السبعينيات.

## الجوائز
- حاصل على جائزة الإبداع الفني لمجلس مدينة حلب 2003.
- حاصل على الجائزة الأولى لمعرض الفنانين المعلمين المركزي بدمشق 2006.
- جائزة تكريمية من وزارة الثقافة في ندوة منارات ثقافية من حلب في آذار 2018.

## عضوية
- عضو في نقابة الفنون الجميلة.
- عضو في اتحاد التشكيليين العرب.
- عضو اتحاد الصحفيين في سوريا.

## مؤلفاته
- الفن التشكيلي بحلب، منشورات وزارة الثقافة، دمشق 1997.
- فضاءات تشكيلية 2002.
- ذاكرة الفن التشكيلي في سوريا، منشورات وزارة الثقافة، دمشق (ثلاثة أجزاء/ 2003 - 2006).[2]
- تجارب تشكيلية رائدة، منشورات وزارة الثقافة، دمشق 2004.[3]
- مطالعات في التشكيل السوري 2011.
- دراسات في النقد التشكيلي وجماليات العمل الإبداعي.[4]